# Lepadella haueri
Lepadella haueri är en hjuldjursart som beskrevs av Rodewald 1935. Lepadella haueri ingår i släktet Lepadella och familjen Lepadellidae. Inga underarter finns listade i Catalogue of Life.